# باغنيم شق باكرشوم (الضليعة)
'

تعديل مصدري - تعديل

باغنيم شق باكرشوم هي إحدى قرى عزلة الضليعة بمديرية الضليعة التابعة لمحافظة حضرموت، بلغ تعداد سكانها 183 نسمة حسب تعداد اليمن لعام 2004.